# Erebia roberti
Erebia roberti är en fjärilsart som beskrevs av Perschke 1920. Erebia roberti ingår i släktet Erebia och familjen praktfjärilar. Inga underarter finns listade i Catalogue of Life.